# 상투메따오기
상투메따오기(학명: Bostrychia bocagei)는 사다새목 저어새과 따오기아과에 속한 물새이다.